# Metaplazija
Metaplazija je reverzibilna zamjena jedne vrste zrelih diferenciranih stanica u nekom tkivu organa, drugom vrstom diferenciranih zrelih stanica, koja nastaje zbog nekog abnormalnog podražaja i prisutna je dok je prisutan podražaj. 

## Uzroci
Stanice na fiziološki ili patološki podražaj reagiraju prilagođavanjem na nekoliko načina. Metaplazija je jedan od načina prilagodbe stanica i predstavlja dobroćudnu promjenu koja se javlja kao odgovor na kronični kemijski ili fizički podražaj. U novonastaloj okolini metaplazijom se normalno prisutne stanice zamjenjuju otpornijima. Ta promjena nije povoljna za organizam, jer promjenom vrste stanica koje čine neko tkivo dolazi i do promjene u vršenju funkcije tkiva. 
Specijalizirane stanice su već diferencirane i nije moguće jednostavna promjena već postojećih stanica u novu vrstu (stanična transdiferencijacija), već razni citokini, faktori rasta i ostale tvari iz stanične okoline, mijenjaju tijek diferencijacije nediferenciranih, pri čemu nastaju nove zrele stanice i tako zamjenjuju stare. 

## Primjeri
Barrettov jednjak je stanje koje nastaje kada pločasti epitel donjeg dijela jednjaka metaplazira u cilindrični zbog kroničnog podražaja želučanom kiselinom. 
Metaplazija epitela sluznice vrata maternice, gdje pločasti epitel zamjenjuje cilindrični u dijelu vrata maternice koji se naziva zona transformacije, je fiziološka pojava koja se javlja u pubertetu i pretpostavlja se da nastaje zbog promjene kiselosti u rodnici.

## Liječenje
Značaj metaplazije je u tome što se na nekim područjima metaplazije (zbog kroničnog podražaja) češće mogu razviti displazije i novotvorine. Potrebno je ukloniti podražaj koji uzrokuje metaplaziju i kontrolirati promjenu, kako bi se što ranije uočilo, ako dođe do razvoja tumora.
|  | Molimo pročitajte upozorenje o korištenju medicinskih informacija. Ne provodite liječenje bez savjetovanja s liječnikom! |